# Belkers bei Großlangheim
Belkers bei Großlangheim ist ein Naturschutzgebiet im Steigerwaldvorland, das sich über eine Fläche von etwa 30 Hektar erstreckt. Das Schutzgebiet liegt innerhalb des Marktes Großlangheim im unterfränkischen Landkreis Kitzingen, zwischen Groß- und Kleinlangheim, und seine Ausweisung erfolgte im Jahr 1991.

## Geographische Lage
Das Naturschutzgebiet liegt im Nordnordosten der Großlangheimer Gemarkung an der Grenze zu Kleinlangheim und umfasst etwa 30 Hektar. Es ist Teil des ausgedehnten Klosterforstes, einem Waldgebiet im Steigerwaldvorland.
Weiter nördlich schließt sich die Waldabteilung Heidlerwasen an. Im Nordosten befindet sich das Naturschutzgebiet Sande am Tannenbusch bei Kleinlangheim. Im Süden liegt in einiger Entfernung das Schutzgebiet Kranzer, ebenfalls auf Großlangheimer Gebiet, das von der inzwischen stillgelegten Bahnstrecke Kitzingen-Schweinfurt durchschnitten wird.
Westlich liegt der Naturwald Schwarzacher Tännig. Im Westen wird das Schutzgebiet von der Kreisstraße KT 12 begrenzt. Durch das Areal fließt der Mainzufluss Rodenbach. Das Gebiet ist zugleich Teil des größeren Vogelschutzgebietes Südliches Steigerwaldvorland. Hier ist einer der Verbreitungsschwerpunkte des Ortolans (Emberiza hortulana) in Bayern zu finden.
Daneben steuern auch viele weitere schützenswerte Stand- und Zugvögel das Areal regelmäßig an. Das typische Standortmosaik, das sich nicht nur auf das Naturschutzgebiet selbst beschränkt, wurde zu einem Teil des FFH-Gebietes Sandgebiete bei Schwarzach, Klein- und Großlangheim umgewandelt.
Außerdem befindet sich das Schutzgebiet innerhalb des Großlangheimer Gemeindewaldes.

## Schutzgründe
Mit Verordnung der Regierung von Unterfranken vom 28. Oktober 1991 wurde der Belkers bei Großlangheim zu einem Naturschutzgebiet umgewandelt. Ziel der Einrichtung ist die Erhaltung des im Steigerwaldvorland seltenen Erlen-Eschen-Auwaldes sowie eines Eichen-Hainbuchen-Waldes und dessen Biotopgefüges. Der Forst wird naturnah bewirtschaftet, die typische Bodenfeuchte ist in großen Teilen des Bereichs noch erhalten.
Unter Schutz gestellt wurde explizit die Erhaltung der besonders typischen Krautschicht, die Lebensraum für eine Vielzahl an Tier- und Pflanzenarten bietet. Als besonders schützenswert sind hier die hier heimischen Bechsteinfledermäuse zu nennen. Daneben bietet das Areal auch einer Vielzahl an waldrandabhängigen Schmetterlingsarten einen Lebensraum. Der naturnahe Rodenbach als Zentrum des Areals bildet ebenfalls ein besonders schützenswertes Element des Naturschutzgebietes.
Das Areal ist von März bis Mitte Mai teilweise für Besucher gesperrt.